# 小椋大輔
小椋 大輔（おぐら だいすけ）は、日本の建築学者。京都大学大学院工学研究科建築学専攻建築環境計画学講座教授。

## 人物・経歴
兵庫県神戸市生まれ。兵庫県立兵庫高等学校を経て、1992年神戸大学工学部建築学科卒業。1994年神戸大学大学院工学研究科環境計画学専攻修士課程修了。
1995年神戸大学大学院自然科学研究科環境科学専攻博士後期課程退学、神戸大学工学部文部技官。2000年博士（工学）。
2004年京都大学大学院工学研究科建築学専攻助手。2007年京都大学大学院工学研究科建築学専攻助教。2010年京都大学大学院工学研究科建築学専攻准教授。
2012年奈良文化財研究所客員研究員。2017年京都大学大学院工学研究科建築学専攻教授。2018年京都大学建築学系長、京都大学大学院工学研究科建築学専攻長。
専門は建築環境工学、保存科学。
趣味は合気道、映画鑑賞。

## 受賞
- 2009年 空気調和・衛生工学会功績賞[3]
- 2011年 日本文化財科学会ポスター賞[3]
- 2015年 Journal of Asian Architecture and Building Engineering, the JAABE Best Paper Award 2014[3]
- 2015年 日本文化財科学会ポスター賞[3]
- 2017年 IVIS2017 Scientific Committee, Best Poster of the 13th International Vacuum Insulation Symposium -IVIS2017[3]
- 2017年 エネマネハウス2017 最優秀賞[3]